# Де Рютер, Йоб
Якоб (Йоб) де Рютер (нидерл. Jacob (Job) de Ruiter; 30 апреля 1930, Хардинксвелд-Гиссендам, провинция Южная Голландия, Нидерланды — 4 октября 2015, Нарден, провинция Северная Голландия, Нидерланды) — нидерландский учёный-юрист и государственный деятель, министр обороны Нидерландов (1982—1986).

## Биография
В 1953 г. окончил юридический факультет Утрехтского университета по специализации «гражданское право» с присвоением степени магистра права. Затем он работал в качестве ассистента в том же университете (1953—1955), адвокатом и прокурором в Гааге и Амстердаме (1955—1958) и заместителем секретаря окружного суда в Утрехте (1962—1963).
С 1958 по 1962 гг. работал в должности мирового судьи. В 1963 г. получил докторскую степень Утрехтского университета, считался экспертом в семейном праве и уголовном нормативном регулировании в отношении несовершеннолетних. С сентября 1976 г. по декабрь 1977 г. — ректор Амстердамского свободного университета.
В 1977—1982 гг. — министр юстиции Нидерландов. В этот период с минимальным перевесом голосов был принят закон о легализации абортов, также произошло совершенствование законодательства о праве на забастовку, о советах на предприятиях, о наследовании.
С июля по сентябрь 1981 г. и с сентября по ноябрь 1982 г. являлся депутатом Палаты представителей парламента страны.
В 1982—1986 гг. занимал пост министра обороны. Являясь сторонником размещения на территории страны американских крылатых ракет в рамках политики Двойного решения НАТО, добился одобрения парламентом этого решения.
С 1986 по 1990 гг. являлся генеральным прокурором Амстердама. В 1989—1995 гг. — профессор права Утрехтского университета.
Возглавлял несколько комиссий, в том числе по контролю за голландским батальоном в Сребренице в ходе боснийского конфликта.